# Maurizio Ruggeri Fasciani
Maurizio Ruggeri Fasciani (Roma, 7 luglio 1956) è un giornalista, scrittore e conduttore radiofonico italiano.

## Biografia
Già conduttore del programma di Rai Radio 1, Zona Cesarini, per oltre 15 anni, ha seguito diverse volte il Giro d'Italia, il Tour de France e le classiche del ciclismo. Presente ai Giochi olimpici estivi di Barcellona 1992, Rio de Janeiro 2016 e Tokyo 2020, ha anche seguito varie edizioni dei Campionati del mondo di atletica leggera. In passato ha collaborato con i quotidiani Paese Sera, il Giornale e il manifesto, per cui ha seguito il Torneo di Wimbledon 1995. Nell'estate 2021 è stato autore e conduttore del programma Record - Oltre l'impossibile di Rai 2.
Nel 2019 ha ricevuto il "Premio Paolo Rosi". Sempre per gli stessi media, nel 2000 ha ricevuto il "Premio CONI-USSI" per la Radio e la Televisione.

## Libri
- Miguel y Marco. La fantastica corsa nella terra di Macondo. Limina, 1996
- Felice l'ultimo Tour. Gimondi o l'impossibile sfida. Limina, 1997
- Pantani e la rosa. Montimer, 1998
- globuli rosa. Montimer, 1999
- Carlos Monzon. L'indio che mise a terra il mondo. Limina, 2001
- Racconti brevi di fughe straordinarie. Limina, 2004
- Trionfi lacrime e classifiche al Tour de France. Limina, 2006
- Il Torneo dei Sogni. Limina, 2010
- La felicità a costo zero. Ediciclo editore, 2013
- Rivali Perfetti. Absolutely Free, 2016
- Sonny Liston. Il campione che doveva perdere contro Ali. Minerva, 2018
- Da grande volevo fare il medico. Miti e leggende di un giornalista sportivo. Bradipolibri, 2021
- L'Ultimo Testimone. Minerva, 2022
- L'Ottava Arte. Minerva, 2025

| Controllo di autorità | VIAF (EN) 53654715 · ISNI (EN) 0000 0000 3874 5551 · SBN BVEV040736 · LCCN (EN) nb2001064374 |